# Létrozole
Le létrozole est une molécule, inhibiteur de l'aromatase réversible et utilisé dans le traitement du cancer du sein hormono-dépendant.
Il est en cours de test comme inducteur de l'ovulation où il se révèle plus efficace que le clomiphène dans la polykystose ovarienne. Il est  assez largement utilisé aux États-Unis dans cette indication contre l'avis de la Food and Drug Administration.